# Bagarius
Bagarius (Багаріус) — рід риб з підродини Sisorinae родини Sisoridae ряду сомоподібні. Має 4 види. Викопні представники роду відомі з пліоцену. назва походить від місцини Валгарі поблизу Колкати.

## Опис
Загальна довжина представників цього роду коливається від 70 до 200 см. Голова і тулуб повністю або майже повністю вкриті сильно ороговілою шкірою. Голова помірно велика, широка, сильно сплощена. Рот широкий. Зуби гострі, загнуті всередину. Зяброві отвори широкі. Тулуб масивний, подовжений. Скелет складається з 38-43 хребців. Спинний та грудні плавці мають великі шипи. Шип спинного плавця гладенький, грудних — пільчасті на кінці. Спинний плавці високий, з короткуватою основою. Жировий плавець помірного розміру, зазвичай розташовано навпроти анального плавця. Грудні плавці великі та широкі. Черевні плавці значно поступаються останнім. Анальний плавець середнього розміру, має 11—14 м'яких променів. Хвостовий плавець частково розділено, лопаті великі й широкі.
Забарвлення світло-коричневе, по якому проходять 3 темні поперечні смуги або плями.

## Спосіб життя
Це бентопелагічні риби. Водяться в прісних і солонуватих водах. Зустрічаються в швидких, великих річках з напівпрозорої водою. Тримаються кам'янистих ділянок річок. Вдень зазвичай відпочивають на вертикальних скелях, занурених у воду. Активні в сутінках і вночі. Живляться рибою, великими безхребетними, жабами. Для захоплення здобич застосовують.
Нерест відбувається до початку сезону дощів.
Незважаючи на великі розміри, рибальської цінності не мають через волокнисте м'ясо, яке псується миттєво, що веде до харчових отруєнь.

## Розповсюдження
Мешкають у водоймах Індії, В'єтнаму, Камбоджі, Таїланду, Малаккському півострові, Китаю. зустрічаються також на Великих Зондських островах.

## Тримання в акваріумі
Потрібно акваріум заввишки 40-45 см, з об'ємом від 300 літрів. На дно насипають великий річковий пісок. Зверху кладуть велике каміння неправильної форми. Біля переднього скла необхідно мати вільний від декорацій простір. Соми люблять полежати на піску. Рослини не потрібні.
Багаріуси — хижаки, хоча агресії за ними не помічалося. Утримувати можна групою від 2 особин або поодинці. Сусідами можуть бути співмірні риби швидких вод. Їдять в неволі живі харчі — хробаків, великого мотиля, швидко переходять на шматочки риби, креветок, молюсків. Для нормального розвитку скелета сомам потрібно давати рибу з кістками. З технічних засобів знадобиться потужний внутрішній фільтр, помпа і компресор. Температура тримання повинна становити 20—25 °C.

## Види
Виділяють 5-6 сучасних видів:
- Bagarius bagarius (Hamilton, 1822)
- Bagarius lica Volz, 1903
- Bagarius rutilus Ng & Kottelat, 2000
- Bagarius suchus Roberts, 1983
- Bagarius vegrandis Ng & Kottelat, 2021
- Bagarius yarrelli (Sykes, 1839)

A 2021 році запропоновано вид Bagarius yarrelli визнати синонімом B. bagarius.
З еоцену Суматри описано викопний вид †Bagarius gigas.